# Judith Bingham
Judith Bingham (Nottingham, 21 giugno 1952) è una compositrice e mezzosoprano britannica.
Nata a Nottingham il 21 giugno 1952 ed educata alla High Storrs Grammar School for Girls a Sheffield, ha frequentato la Royal Academy of Music (1970-1973), dove i suoi insegnanti erano Malcolm MacDonald, Eric Fenby, Alan Bush e John Hall (composizione) e Jean-Austin Dobson (canto). Dopo aver lasciato la scuola ha proseguito gli studi di composizione privatamente con Hans Keller (1974-1980). È Fellow della Royal Northern College of Music.

## Lista delle opere
- Into the Wilderness per organo (1982)
- Chartres (orchestra), 1988
- Christmas Past per coro e organo (1989, rev. 2012)
- Irish Tenebrae per soprano, violino, organo, percussioni e coro (1990, rev. 1992 och 2007)
- Unpredictable but Providential per coro (1992, rev. 2007)
- The Darkness Is No Darkness (per coro ed organo), 1993
- Beyond Redemption (orchestra), 1994–5
- Salt in the Blood (per coro e orchestra di ottoni), 1995
- Epiphany per coro e organo (1995)
- The Gift per organo (1996)
- The Temple at Karnak (orchestra), 1996[5]
- Gleams of a Remoter World per coro (1997)
- The Snows Descend (per orchestra di ottoni), 1997
- Passaggio (concerto per fagotto e orchestra), 1998
- The Shooting Star (concerto for tromba e orchestra), 1999
- Water Lilies per coro (1999)
- Annunciation I per organo (2000)
- First Light per coro e orchestra di ottoni (2001)
- Beneath these Alien Stars per coro (2001)
- First Light (per coro ed orchestra di ottoni), 2001
- Ave verum copus per coro e organo (2002)
- Mass per coro e organo (2003)
- Jesum quaeritis Nazarenum per coro e organo (2003, rev. 2012)
- The Secret Garden (Fantasia botanica per SATB e organo), 2004
- Edington Service per coro e organo (2005)
- Ghost Towns of American West per coro (2005)
- The Shepheardes Calender per coro (2006)
- Jacob’s Ladder, Parabola per organo e archi (2007)
- The Shepherd per coro e organo (2007)
- Harvest per coro e organo (2008)
- Wells Service per coro e organo (2010)
- Corpus Christi Carol per coro e organo (2011)
- Watch With Me (Anthem for Somme 100 Vigil), 2016